# Money in the Bank (2018)
Money in the Bank (2018) là một sự kiện pay-per-view đấu vật chuyên nghiệp và sự kiện của WWE Network, sản xuất bởi WWE cho cả Raw và SmackDown, diễn ra ngày 17 tháng 6 năm 2018, tại Allstate Arena ở vùng ngoại ô của Chicago là Rosemont, Illinois. Đây là sự kiện Money in the Bank thứ 9.
Có 11 trận đấu được diễn ra, bao gồm 1 trận ở pre-show. Trong sự kiện chính, Braun Strowman giành chiến thắng trong trận đấu thang thương hiệu của nam, trong khi Alexa Bliss chiến thắng trong trận đấu thang nữ. Bliss cash- in hợp đồng của cô sau đó cùng trong đêm để giành đai Raw Women's Championship từ Nia Jax sau khi gây ra việc chống phạm quy trong trận đấu tranh đai giữa Ronda Rousey và Jax. Trong các trận đấu khác, AJ Styles bảo vệ thành công đai WWE Championship trước Shinsuke Nakamura trong trận đấu Last Man Standing và Carmella bảo vệ thành công đai SmackDown Women's Championship trước Asuka với sự trợ giúp của đô vật James Ellsworth mới trở lại.

## Sản xuất

### Khái quát
Money in the Bank của WWE pay-per-view xung quanh một trận đấu cùng tên, trong đó nhiều đô vật sử dụng thang để lấy một chiếc cặp treo trên. Chiếc cặp đựng một hợp đồng đảm bảo người chiến thắng một trận đấu cho chức vô địch thế giới bất cứ lúc nào trong năm tới. Các hợp đồng cho năm 2018 dành riêng cho những người chiến thắng nam và nữ một trận đấu cho chức vô địch thế giới của thương hiệu tương ứng của họ. Sự kiện 2018 sẽ bao gồm hai trận đấu thang thép, một cho các đô vật nam và một cho nữ, mỗi trận có tám người tham gia, chia đều giữa Raw và SmackDown. Các đô vật Nam đấu tranh cho một hợp đồng cho họ một trận đấu cho Nhà vô địch Toàn Cầu ở RAW hoặc WWE Championship ở Smackdown, trong khi các đô vật nữ thi đấu cho một hợp đồng để cho họ một trận đấu cho Nhà vô địch nữ RAW hoặc Nhà vô địch nữ SmackDown.

### Cốt truyện
Có chín trận đấu xuất phát từ cốt truyện theo kịch bản và có kết quả được xác định trước bởi WWE trên các thương hiệu Raw và SmackDown. cốt truyện được sản xuất trên các chương trình truyền hình hàng tuần của WWE, Monday Night Raw và SmackDown Live.
Trận đấu vòng loại của trận đấu nam bắt đầu vào ngày 7 tháng 5 ở Raw. Braun Strowman đánh bại Kevin Owens để đủ điều kiện trong khi Finn Bálor đủ điều kiện bằng cách đánh bại Sami Zayn và Roman Reigns trong 1 trận đấu 3 bên, sau khi Jinder Mahal can thiệp và tấn công Reigns. Đêm hôm sau trên SmackDown, The Miz (Mễ Tư) và Rusev (lỗ Tắc Phu) đủ điều kiện cho trận đấu bằng cách đánh bại Jeff Hardy (Kiệt phu · cáp địch) và Daniel Bryan (Đan Ni Nhĩ · Bố Lai Ân). Ở Raw, xác định thêm 3 người tham gia nữa: Bobby Roode đánh bại Baron Corbin và No Way Jose trong khi Owens (bên đội Mahal, người bị thương bởi Reigns) đánh bại Elias (Ai lợi á tư) và Bobby Lashley sau khi Zayn can thiệp và tấn công Lashley. Vào ngày 15 tháng 5 ở SmackDown, Big E và Xavier Woods thuộc đội The New Day đánh bại Cesaro và Sheamus trong một trận tag team, cho phép một thành viên của New Day đủ điều kiện. Samoa Joe giành được vị trí cuối cùng bằng cách đánh bại Big Cass và Daniel Bryan trong một trận đấu ba bên vào ngày 29 tháng 5 ở SmackDown.
Big Cass và Daniel Bryan đã bắt đầu thù hận sau khi Cass trở lại sau chấn thương trong buổi tuyển chọn nhân sự 2018. Cass đã tấn công Bryan trên SmackDown và loại bỏ anh ta khỏi trận đấu Greatest Royal Rumble. Bryan sau đó đánh bại Cass tại Backlash, nhưng bị tấn công bởi đối thủ của anh sau trận đấu. Bryan đã trở lại với sự ủng hộ trong tập 15 của SmackDown và chương trình biểu diễn tại Đức. Bằng cách làm tổn thương chân của Cass, Bryan không chỉ khiến anh mất một vị trí trong trận đấu sắp tới của Money in the Bank trong trận đấu với Samoa Joe, nhưng đã giành được vị trí đó bằng cách đánh bại Jeff Hardy vào ngày 22 tháng 5 ở SmackDown. Tuy nhiên, khi Cass trở lại từ chấn thương trong thời gian, trận đấu đã được biến thành trận đấu ba bên đã nói ở trên, chiến thắng bởi Joe. Sau trận đấu, Cass lại tấn công Bryan. Vào ngày 2 tháng 6, một trận đấu giữa hai người đã được thực hiện cho Money in the Bank.
Trận đấu vòng loại của nữ cũng bắt đầu vào ngày 7 tháng 5 ở Raw, với trận Ember Moon đánh bại Sasha Banks (Tát toa · ban khắc tư) và Ruby Riott trong một trận đấu ba bên để đủ điều kiện. Đêm tiếp theo trên SmackDown, Charlotte Flair (Hạ Lạc Đặc) vượt qua Peyton Royce. Sau đó ở Raw, Alexa Bliss đánh bại Bayley và Mickie James trong một trận đấu ba bên để đủ điều kiện. Trong tập 15 ở SmackDown, Becky Lynch đánh bại Mandy Rose và Sonya Deville trong một trận đấu ba bên để đủ điều kiện. Sau đó ở Raw, Natalya đánh bại Sarah Logan, Liv Morgan, và Dana Brooke trong trong trận đấu 4 bên để đủ điều kiện. Đêm hôm sau trên SmackDown, Lana và Naomi đủ điều kiện cho trận đấu bằng cách đánh bại Billie Kay và Deville. Trận đấu vòng loại cuối cùng diễn ra vào ngày 28 tháng 5 ở Raw, nơi Banks đánh bại Bayley, Brooke, James, Logan, Morgan và Riott trong trận đấu bảy người phụ nữ để kiếm được vị trí cuối cùng..
Tại WrestleMania 34, AJ Styles đánh bại Shinsuke Nakamura (Trung Ấp Chân Phụ) để giữ đai WWE Championship. Sau trận đấu, Nakamura tấn công Styles với một cú đánh thấp, quay cú Kinsasaha. Cả hai tiếp tục thù hận thông qua Greatest Royal Rumble và Backlash (Bạo Liệt Chấn Hám) với trận đấu kết thúc với các kết quả hòa. Ủy viên SmackDown Shane McMahon (Tân ân · mạch mã hán) lên kế hoạch một trận đấu thứ tư cho Money in the Bank và hứa sẽ có một người chiến thắng quyết định. Vào ngày 15 tháng 5 ở SmackDown, Nakamura có quyền lựa chọn một quy định cho trận đấu bằng cách đánh bại Styles. Tuần tiếp theo, Nakamura tấn công Styles với cú Kinshasa và chọn một trận Last Man Standing match.
Trong sự kiện NBCUniversal Upfront vào ngày 14 tháng 5, Ronda Rousey (Long đạt · lỗ tây) đã được Cathy Kelley phỏng vấn. Nhà vô địch nữ RAW Nia Jax bị gián đoạn cuộc phỏng vấn và thách thức Rousey cho một trận đấu tại Money in the Bank. Rousey chấp nhận thử thách Tuần sau, cả Rousey và Jax đã ký hợp đồng cho trận đấu của họ.. Tuần sau, Jax đã chứng minh Rousey chỉ là một đô vật nghiệp dư và thực hiện cú powerbomb.
Vào ngày 15 tháng 5 ở SmackDown, Nhà vô địch nữ của SmackDown Carmella ctổ chức lễ trao giải vô địch. Tổng Giám đốc SmackDown Paige ingắt lời Carmella và lên kế hoạch cho một trận đấu giữa cô và [Asuka]
Vào ngày 7 tháng 5 ở Raw, Jinder Mahal khiến Roman Reigns không có cơ hội đủ điều kiện tham gia trận đấu thang thép Money in the Bank. Tuần sau, Reign tấn công Mahal hậu trường và húc anh qua một bức tường. Vào ngày 21 tháng 5 ở Raw, sau khi Reigns và Seth Rollins (La Lâm Tư) đánh bại Mahal và Kevin Owens, Mahal tấn công Reigns bằng một chiếc ghế. Một trận đấu giữa hai người đã được lên kế hoạch cho Money in the Bank.
Vào ngày 22 tháng 5 ở SmackDown, Luke Gallows và Karl Anderson đánh bại The Usos (Anh em Ô Tác) (Jey và Jimmy Uso) để trở thành số một trong những ứng cử viên đối mặt với The Bludgeon Brothers (Harper (Lư khắc · cáp ba nhĩ) và Rowan (Ai nhĩ y khắc · lạc vọng)) cho Nhà vô địch đồng đội SmackDown tại Money in the Bank. Trận đấu đã được lên kế hoạch cho Money in the Bank preshow.
Trong một trận đấu đồng đội vào ngày 23 tháng 4 ở Raw, Bobby Lashley biểu diễn một màn treo thẳng đứng một tay Sami Zayn, mà Zayn tuyên bố đã làm cho anh chóng mặt và tại sao anh lại bỏ lỡ Greatest Royal Rumble. Tại Backlash, Lashley và Braun Strowman (Sử Trác Mạn) đã đánh bại Kevin Owens and Sami Zayn. Trong một cuộc phỏng vấn vào ngày 7 tháng 5, Lashley nói một cách thân thiết về gia đình của mình, trong đó có ba chị em của anh. Để đáp lại, Zayn nói rằng Lashley không phải là một chàng trai tốt  và hứa sẽ đưa các chị em của Lashley nói sự thật. Vào ngày 21 tháng 5, ba người đàn ông ăn mặc giả mạo chị của Lashley và khi chị của Lashley cáo buộc Lashley bạo lực. Lashley cắt ngang đoạn và tấn công kẻ mạo danh cùng với Zayn. Tuần sau, một trận đấu giữa hai người được thực hiện trong Money in the Bank.
Vào ngày 28 tháng 5 ở Raw, Seth Rollins cắt ngang Elias, người một lần nữa cố gắng hát cho đám đông, và buộc anh phải rời đi. Sau trận đấu của Rollins, Elias đập vỡ một cây đàn guitar trên lưng Rollins. Vào ngày 31 tháng 5, một trận đấu tranh Chức vô địch Liên Lục Địa được thực hiện cho Money in the Bank.

## Biến cố
| Vai trò:                          | Tên:                                                                              |
| --------------------------------- | --------------------------------------------------------------------------------- |
| Người bình luận tiếng Anh         | Michael Cole (Mạch khả · kha nhĩ) (Raw/Trận đấu nam thang thép Money In The Bank) |
| Người bình luận tiếng Anh         | Corey Graves (Khấu lợi · cách thụy phúc tư) (tất cả các trận đấu)                 |
| Người bình luận tiếng Anh         | Jonathan Coachman (Raw/Trận đấu nữ thang thép Money In The Bank)                  |
| Người bình luận tiếng Anh         | Tom Phillips Trận đấu nữ thang thép Money In The Bank)                            |
| Người bình luận tiếng Anh         | Byron Saxton (SmackDown/Trận đấu nam thang thép Money In The Bank)                |
| Người bình luận tiếng Tây Ban Nha | Carlos Cabrera                                                                    |
| Người bình luận tiếng Tây Ban Nha | Marcelo Rodríguez                                                                 |
| Người bình luận tiếng Đức         | Tim Haber                                                                         |
| Người bình luận tiếng Đức         | Calvin Knie                                                                       |
| Người thông báo chiến thắng       | Greg Hamilton (SmackDown/Trận đấu nam thang thép Money In The Bank)               |
| Người thông báo chiến thắng       | JoJo (Raw/Trận đấu nữ thang thép Money In The Bank)                               |
| Trọng tài                         | Danilo Anfibio                                                                    |
| Trọng tài                         | Jason Ayers                                                                       |
| Trọng tài                         | Mike Chioda (Mạch khắc · kỳ âu đạt)                                               |
| Trọng tài                         | John Cone (Ước hàn · khấu ân)                                                     |
| Trọng tài                         | Dan Engler                                                                        |
| Trọng tài                         | Chad Patton                                                                       |
| Trọng tài                         | Charles Robinson (Tra lý tư · lỗ tân sâm)                                         |
| Trọng tài                         | Rod Zapata                                                                        |
| Người phỏng vấn                   | Charly Caruso                                                                     |
| Bảng hiển thị trước               | Renee Young                                                                       |
| Bảng hiển thị trước               | Booker T                                                                          |
| Bảng hiển thị trước               | Peter Rosenberg                                                                   |
| Bảng hiển thị trước               | David Otunga (Đại vệ · áo đằng gia)                                               |

### Trước buổi diễn
Trong chương trình trước, The Bludgeon Brothers (Harper và Rowan) bảo vệ đai đồng đội SmackDown chống lại Luke Gallows và Karl Anderson. Harper và Rowan thực hiện chiêu ''The Reckoning'' vào Gallows để giữ lại danh hiệu.

### Kết quả sơ bộ
Sự kiện pay-per-view bắt đầu với trận Daniel Bryan đối mặt với Big Cass. Ở đỉnh điểm, Bryan thực hiện một cú running high knee trên Cass và áp dụng một heel hook buộc Cass phải đầu hàng.
Tiếp theo, Bobby Lashley đối mặt với Sami Zayn. Ở đỉnh điểm, Lashley đã thực hiện 3 cú delayed vertical suplexes Zayn cho pinfall.
Sau đó, Seth Rollins bảo vệ đai Nhà vô địch Liên Lục Địa WWE trước Elias. Cuối cùng, Rollins ghim Elias với một cú schoolboy trong khi giữ quần của Elias để giữ lại danh hiệu.
Trong trận đấu thứ năm, Ember Moon, Charlotte Flair, Alexa Bliss, Becky Lynch, Natalya, Naomi, Lana và Sasha Banks đã tham gia trận đấu nữ Money in the Bank. Cuối cùng, Lynch đã cố gắng lấy lại chiếc cặp, và để Bliss đẩy cái thang, khiến cho Lynch rơi xuống một cái thang khác. Bliss lên thang để lấy chiếc cặp để thắng trận đấu.
Tiếp theo, Roman Reigns phải đối mặt với Jinder Mahal, người được đi kèm với một Sunil Singh bị thương trong một chiếc xe lăn. Singh đã đẩy Reigns vào cột sàn đấu, chứng tỏ chấn thương của anh ta là giả mạo. Trong trận đấu, Reigns đã thực hiện một cú superman punch và một cú spear trên Singh. Mahal bao phủ Reigns với một small package và suýt nữa thắng. Cuối cùng, Reigns thực hiện một cú Spear trên Mahal để giành chiến thắng.
Tiếp theo, Carmella bảo vệ đai Nhà vô địch nữ SmackDown WWE trước Asuka. Cuối cùng, Asuka bị phân tâm bởi một người giả mạo như cô. Nhân vật đeo mặt nạ tiết lộ là một James Ellsworth đã trở lại. Carmella đã tận dụng cơ hội và thực hiện một cú Cú đá công chúa
trên Asuka để giữ lại danh hiệu.
Sau đó, AJ Styles bảo vệ Nhà vô địch WWE trước Shinsuka Nakamura trong trận Last Man Standing. Đầu trận đấu, Nakamura đã chống lại cú Phenomenal Forearm của Styles bằng cách đá chân của Styles. Nakamura đã thực hiện một cú Kinshasa trên Styles, tuy nhiên, Styles đứng lên. Nakamura ném Styles qua một cái bàn, được đặt ở góc, chỉ dành cho Styles đứng ở mức nửa đứng nửa ngã. Styles bắt đầu nhắm vào chân Nakamura và áp dụng cú Calf Crusher lên Nakamura. Styles đập Nakamura với một chiếc ghế, tuy nhiên, Nakamura trả đũa với một cú low blow; Syles đứng ở mức trọng tài đếm được tám. Tại bên ngoài sàn, Nakamura đã biểu diễn một cú Kinshasa trên Styles, người đứng ở mức trọng tài đếm được chín. Styles đã thực hiện một cú Phenomenal Forearm và 1 cú Styles Clash trên Nakamura lên các bậc thép, người đứng ở trọng tài đếm được mức chín. Cuối cùng, Styles tấn công Nakamura với một cú đánh thấp và thực hiện một'cú Phenomenal Forearm trên Nakamura. Nakamura không thể chịu được mười lần, do đó Styles giữ lại danh hiệu.
Trong trận đấu áp chót, Nia Jax bảo vệ đai Nhà vô địch nữ Raw WWE trước Ronda Rousey. Cuối cùng, khi Rousey áp dụng chiêu armbar trên Jax, Alexa Bliss tấn công Rousey với chiếc Money in the Bank do đó gây ra một trận đấu không đủ tiêu chuẩn. Sau khi tấn công Rousey, người cũng bị ném vào bàn luận, và Jax với chiếc cặp, Bliss rút tiền trong hợp đồng Money in the Bank trong Jax và thực hiện một snap DDT và Twisted Bliss để giành danh hiệu lần thứ ba.

### Sự kiện chính
Sự kiện chính là trận đấu nam thang thép Money in the Bank có Braun Strowman, Finn Bálor, The Miz, Rusev, Bobby Roode, Kevin Owens, Samoa Joe, và một thành viên của The New Day, xin tiết lộ là Kofi Kingston. Tất cả những người tham gia tấn công Strowman, và chôn anh ta bên dưới một đống thang. Strowman sau đó đã hồi phục và tấn công Bálor và Kingston. Joe, Owens và Rusev đặt Strowman lên bàn, Owens leo lên một cái thang lớn để nhảy tới Strowman. Strowman đột nhập tự do, trèo lên chiếc thang, và ném Owens qua hai cái bàn. Joe tấn công Strowman bằng một cái thang. Bálor thực hiện một cú Coup de Grâce trên Roode khỏi một cái thang. Bálor leo lên chiếc thang và cố lấy chiếc cặp, để Strowman dừng lại. Strowman sau đó thực hiện running powerslams trên cả Miz và Joe. Cuối cùng, khi Bálor và Kingston cố gắng lấy lại chiếc cặp, Strowman ném Kingston ra khỏi thang và để lại Bálor ở dưới cùng của chiếc thang. Strowman sau đó lấy lại chiếc cặp để giành chiến thắng trong trận đấu.

## Kết quả
| #                                                                                     | Kết quả                                                                                                   | Thể loại                                                                                                | Thời gian |
| ------------------------------------------------------------------------------------- | --- | --- | --------- |
| 1P                                                                                    | The Bludgeon Brothers (Harper và Rowan) (c) đánh bại Luke Gallows và Karl Anderson                        | Trận đấu đồng đội tranh đai WWE SmackDown Tag Team Championship                                         | 7:00      |
| 2                                                                                     | Daniel Bryan đánh bại Big Cass bằng đòn khóa                                                              | Trận đấu đơn                                                                                            | 16:19     |
| 3                                                                                     | Bobby Lashley đánh bại Sami Zayn                                                                          | Trận đấu đơn                                                                                            | 6:35      |
| 4                                                                                     | Seth Rollins (c) đánh bại Elias                                                                           | Trận đấu đơn tranh đai WWE Intercontinental Championship                                                | 17:00     |
| 5                                                                                     | Alexa Bliss đánh bại Becky Lynch, Charlotte Flair, Ember Moon, Lana, Naomi, Natalya, và Sasha Banks       | Trận đấu thang Money in the Bank tranh hợp đồng một trận đấu tranh vô địch nữ                           | 18:30     |
| 6                                                                                     | Roman Reigns đánh bại Jinder Mahal (cùng với Sunil Singh)                                                 | Trận đấu đơn                                                                                            | 15:44     |
| 7                                                                                     | Carmella (c) đánh bại Asuka                                                                               | Trận đấu đơn tranh đai WWE SmackDown Women's Championship                                               | 11:10     |
| 8                                                                                     | AJ Styles (c) đánh bại Shinsuke Nakamura                                                                  | Trận đấu Last Man Standing tranh đai WWE Championship                                                   | 31:15     |
| 9                                                                                     | Ronda Rousey đánh bại Nia Jax (c) bằng luật chống phạm quy                                                | Trận đấu đơn tranh đai WWE Raw Women's Championship                                                     | 11:05     |
| 10                                                                                    | Alexa Bliss đánh bại Nia Jax (c)                                                                          | Trận đấu đơn tranh đai WWE Raw Women's Championship Đây là trận đấu cash-in Money in the Bank của Bliss | 0:35      |
| 11                                                                                    | Braun Strowman đánh bại Bobby Roode, Finn Bálor, Kevin Owens, Kofi Kingston, Rusev, Samoa Joe, và The Miz | Trận đấu thang Money in the Bank tranh hợp đồng tranh đai vô địch thế giới                              | 19:53     |
| - (c) – chỉ người vô địch bước vào trận đấu - P – chỉ trận đấu diễn ra trong pre-show | | |           |